# Backbreaker (jeu vidéo)
Backbreaker est un jeu vidéo de sport développé par NaturalMotion et édité par 505 Games, sorti en 2009 sur PlayStation 3, Xbox 360, iOS et Android.

## Accueil
- Destructoid : 3,5/10[1]
- GameSpot : 5,5/10[2]
- IGN : 5/10[3]